# Gethyllis verrucosa
Gethyllis verrucosa är en amaryllisväxtart som beskrevs av Hermann Wilhelm Rudolf Marloth. Gethyllis verrucosa ingår i släktet Gethyllis och familjen amaryllisväxter. Inga underarter finns listade i Catalogue of Life.